# Lektionar
Das Lektionar (lateinisch [liber] lectionárius, auch lectionárium, „Lesungsbuch“, von léctio, „Lesung“) ist ein liturgisches Buch, das die biblischen Lesungen im Ablauf des Kirchenjahres zum Vortrag beim Gottesdienst enthält. Ursprünglich wurde direkt aus der Bibel gelesen; erst ab dem 5. Jahrhundert sammelte man dann die Perikopen,  die entsprechend dem Kirchenjahr angeordnet wurden, in eigens dafür vorgesehenen Büchern. In griechischer Sprache sind mehr als 2400 als „Lektionar“ (ἐκλογάδιον eklogádion) zu bezeichnende Handschriften erhalten.

## Römisch-katholische Kirche
Das deutschsprachige Messlektionar (Titel: Die Feier der Heiligen Messe – Lektionar) der römisch-katholischen Kirche enthält die alttestamentlichen und alle neutestamentlichen Perikopen (einschließlich der Evangelien) sowie die „Zwischengesänge“ für die Feier der heiligen Messe im römischen Ritus. Diese Texte sind nicht mehr im heutigen „Messbuch“, das die Gebete des Zelebranten enthält, abgedruckt. Im Lektionar aufgegangen sind das früher unabhängige Evangelistar („Evangeliar“) mit den Evangelienperikopen und das Epistolar mit den biblischen Lesestücken außerhalb der Evangelien.
Das Messlektionar besteht aus mehreren Teilbänden für die Sonn- und Festtage in den drei Lesejahren A, B und C, für die Werktage der Zeit im Jahreskreis, für die geprägten Zeiten und für verschiedene Anlässe. Der Leseordnung für Sonn- und Festtage mit drei Lesejahren wird durch drei Bände Rechnung getragen. Das Lektionar für die Wochentage und Gedenktage der Heiligen ist in zwei Bände für jeweils 17 Wochen aufgeteilt; die in zwei aufeinanderfolgenden einjährigen Lesereihen vorgesehenen Lesetexte für die Wochentage sind in beiden Bänden beim jeweiligen Wochentag (Jahr I/Jahr II) angegeben. Ein zu zeremoniellen Zwecken aufgelegter Auszug aus dem Messlektionar ist das heutige Evangeliar mit den Schriftlesungen aus den vier Evangelien des Neuen Testamentes.
Mit dem am ersten Adventssonntag 2018 begonnenen Lesejahr wurden sukzessive bis 2022 neue Lektionare mit dem Text der revidierten Einheitsübersetzung eingeführt.
Daneben gibt es ein Lektionar zum Stundenbuch für die Matutin oder die Lesehore, deren Lesungen in zwei Lesereihen (I und II) aufgeteilt sind. Dieses besteht beim römischen Stundenbuch für den deutschen Sprachraum aus insgesamt sechzehn einzelnen Faszikeln.

## Evangelische Kirchen
Das Lektionar nach der Ordnung gottesdienstlicher Texte und Lieder ist herausgegeben von der Vereinigten Evangelisch-Lutherischen Kirche Deutschland (VELKD) und der Union Evangelischer Kirchen (UEK). Es enthält die Texte aller Lesungen und Predigttexte sämtlicher Sonn-, Fest- und Gedenktage des Kirchenjahres. Ab dem 1. Advent 2018 ersetzt dieses Lektionar im Rahmen der revidierten Perikopenordnung die vorherigen verschiedenen Lektionare der evangelischen Landeskirchen in Deutschland und Österreich.

## Altkatholische Kirche
In den Altkatholischen Kirchen wird in der Regel das Messlektionar der römisch-katholischen Kirche verwendet. Darüber hinaus gibt es für einzelne Sonn- und Festtage „Eigentexte“, die in einer Sammlung zusammengefasst sind.

## Ausgaben

### Authentische Ausgaben des römisch-katholischen Mess-Lektionars

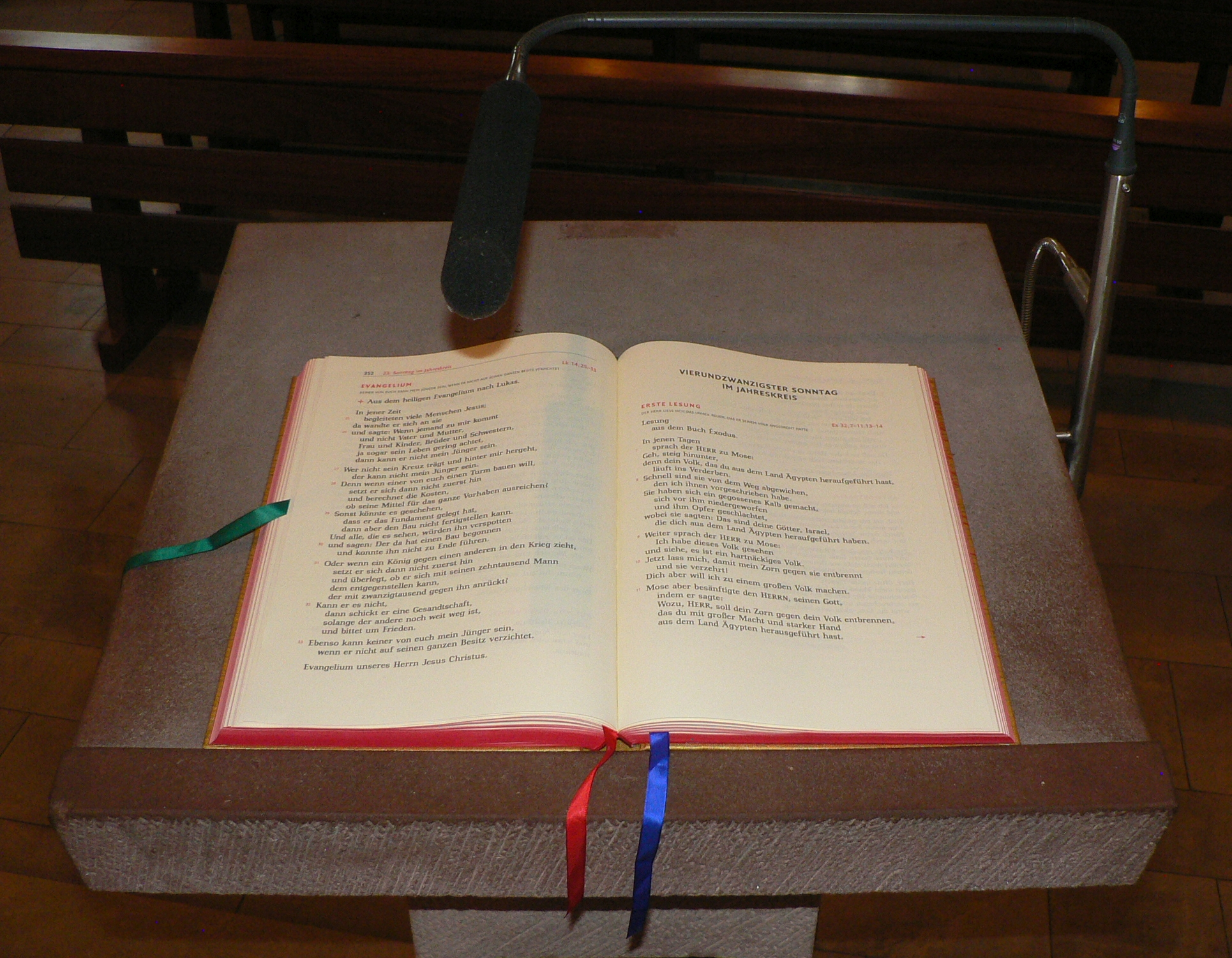
Die aktuelle Ausgabe des aufgeschlagenen Bandes 3 für das Lesejahr C auf einem Ambo.

- Die Feier der Heiligen Messe. Mess-Lektionar. Für die Bistümer des deutschen Sprachgebiets. Authentische Ausgabe für den liturgischen Gebrauch. Benziger, Einsiedeln und Köln; Herder, Freiburg und Basel; Friedrich Pustet, Regensburg; Herder, Wien; St. Peter, Salzburg; Veritas, Linz.
  - Band I. Die Sonntage und Festtage im Lesejahr A. [1984] (Neuausgabe: Herbst 2019)
  - Band II. Die Sonntage und Festtage im Lesejahr  B. [1983] (Neuausgabe: Herbst 2020)
  - Band III. Die Sonntage und Festtage im Lesejahr C. [1982] (Neuausgabe: Die Sonn- und Festtage im Lesejahr C,  Oktober 2018)
  - Band IV. Geprägte Zeiten. Die Wochentage und Gedenktage der Heiligen in Advent und Weihnachtszeit, Fastenzeit und Osterzeit. [1983] (Neuausgabe: Seit Dezember 2022)
  - Band V. Jahreskreis 1. Die Wochentage und Gedenktage der Heiligen im Jahreskreis. 1.–17. Woche. [1983] (Neuausgabe: Seit Dezember 2023)
  - Band VI. Jahreskreis 2. Die Wochentage und Gedenktage der Heiligen im Jahreskreis. 18.–34. Woche. [1983] (Neuausgabe: Seit September 2024)
  - Band VII. Sakramente und Sakramentalien. Für Verstorbene. [1985] (Neuausgabe: Seit September 2019)
  - Band VIII. Messen für besondere Anliegen. Votivmessen. [1986] (Neuausgabe: November 2025)
  - Sammlung von Marienmessen. [1990]
  - Lektionar für Gottesdienste mit Kindern. Studienausgabe. Erster Band: Kirchenjahr und Kirche. [1981]
  - Lektionar für Gottesdienste mit Kindern. Studienausgabe. Zweiter Band: Lebenswelt des Kindes – Lebensordnung der Christen – Biblische Gestalten als Zeugen des Glaubens. (1985)

### Lektionar der evangelischen Kirchen
- Lektionar nach der Ordnung gottesdienstlicher Texte und Lieder Luther-Verlag Bielefeld und Evangelische Verlagsanstalt Leipzig, 2018.
- Perikopenbuch nach der Ordnung gottesdienstlicher Texte und Lieder. Mit Einführungstexten zu den Sonn- und Feiertagen Hg. von der Liturgischen Konferenz für die Evangelische Kirche in Deutschland. Luther-Verlag Bielefeld und Evangelische Verlagsanstalt Leipzig, 2018.

### Alt-Katholische Kirche in Deutschland
- Lektionar – Eigentexte für das Katholische Bistum der Alt-Katholiken in Deutschland. Katholisches Bistum der Alt-Katholiken in Deutschland, Bonn 2013.